# Tieflader
Tieflader es una banda independiente alemana de Metalcore procedente de Stuttgart la banda solo ha grabado EP. El guitarrista Alex Scholpp también participa en la banda Farmer Boys.

## Miembros
- Patrick Schneider (Voz)
- Alex Scholpp (Guitarra)
- Robert Swoboda (Bajo)
- Benny H. Baur (Batería)

## Discografía
- Hält Nicht An Für Dich (EP, 1999)
- Ganz Aus Metall (EP, 2001)
- Schneller Als Du Denkst (EP, 2003)
- Steht Unter Strom (EP, 2003)